# Lyngå-Skjød-Lerbjerg Pastorat
Lyngå-Skjød-Lerbjerg pastorat var et pastorat i Folkekirken under Århus Stift. Pastoratet omfatter tre sogne fordelt på to provstier. Den nuværende sognepræst i pastoratet er Anne Martiny Kaas-Hansen.
Pastoratet indgik 1. september 2013 i Hadsten-Nørre Galten-Vissing-Ødum-Hadbjerg-Lyngå-Skjød-Lerbjerg Pastorat